# Débitmètre massique

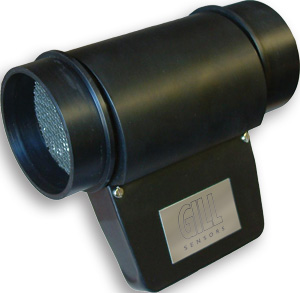
Capteur de débit d'air massique à ultrasons

Un débitmètre massique est un appareil de mesure de débit basé sur la masse et non pas sur le volume.

## Comparaison avec un débitmètre volumique
Un débitmètre massique a le gros avantage, par rapport à un débitmètre volumique, de mesurer la quantité de matière le traversant, plutôt que de mesurer le volume le traversant qui devra souvent être corrigé ensuite par la densité du produit considéré. Il est souvent plus cher et plus délicat à mettre en œuvre, mais permet de s'affranchir de l'erreur due aux variations de densité de matière le traversant.

## Les différentes technologies de débitmètres massiques

### Débitmètre à effet Coriolis
Le débitmètre à effet Coriolis est le plus connu et le plus utilisé des débitmètres massiques. Son principe de fonctionnement est simple. Un tube en U est traversé par le fluide dont on veut mesurer le débit. Le tube est soumis à une oscillation latérale. On mesure le déphasage (ou la contrainte grâce à des jauges de contrainte) entre chaque angle du U. Plus la quantité de matière traversant le tube est importante, plus ce déphasage est grand.

### Débitmètre thermique
Le débitmètre thermique est moins connu mais utilise une technologie moins onéreuse que le débitmètre à effet Coriolis. Le principe de fonctionnement est basé sur le réchauffement du fluide qui traverse le débitmètre. En effet, tout fluide traversant un contenant plus chaud va absorber de la chaleur. Le débitmètre est constitué de deux sondes de température placé en entrée et sortie. Le débitmètre va mesurer la puissance thermique nécessaire pour maintenir un différentiel de température constant entre ces deux sondes. En connaissant la composition du fluide le traversant, il peut connaitre la capacité calorifique massique de ce fluide et par extension la quantité de matière le traversant.
Ce type de débitmètre est réservé à des applications spécifiques car il nécessite de connaitre exactement la composition du fluide le traversant. Il est ainsi plutôt utilisé dans l'industrie sous forme de contrôleur, moins cher mais adapté à des utilisations dont tous les paramètres sont connus.